# Joze
Joze [ʒoz] ist ein Ort und eine zentralfranzösische Gemeinde (commune) mit 1.171 Einwohnern (Stand: 1. Januar 2022) im Département Puy-de-Dôme in der Region Auvergne-Rhône-Alpes. Die Gemeinde gehört zum Arrondissement Thiers und zum Kanton Lezoux (bis 2015: Kanton Maringues).

## Lage

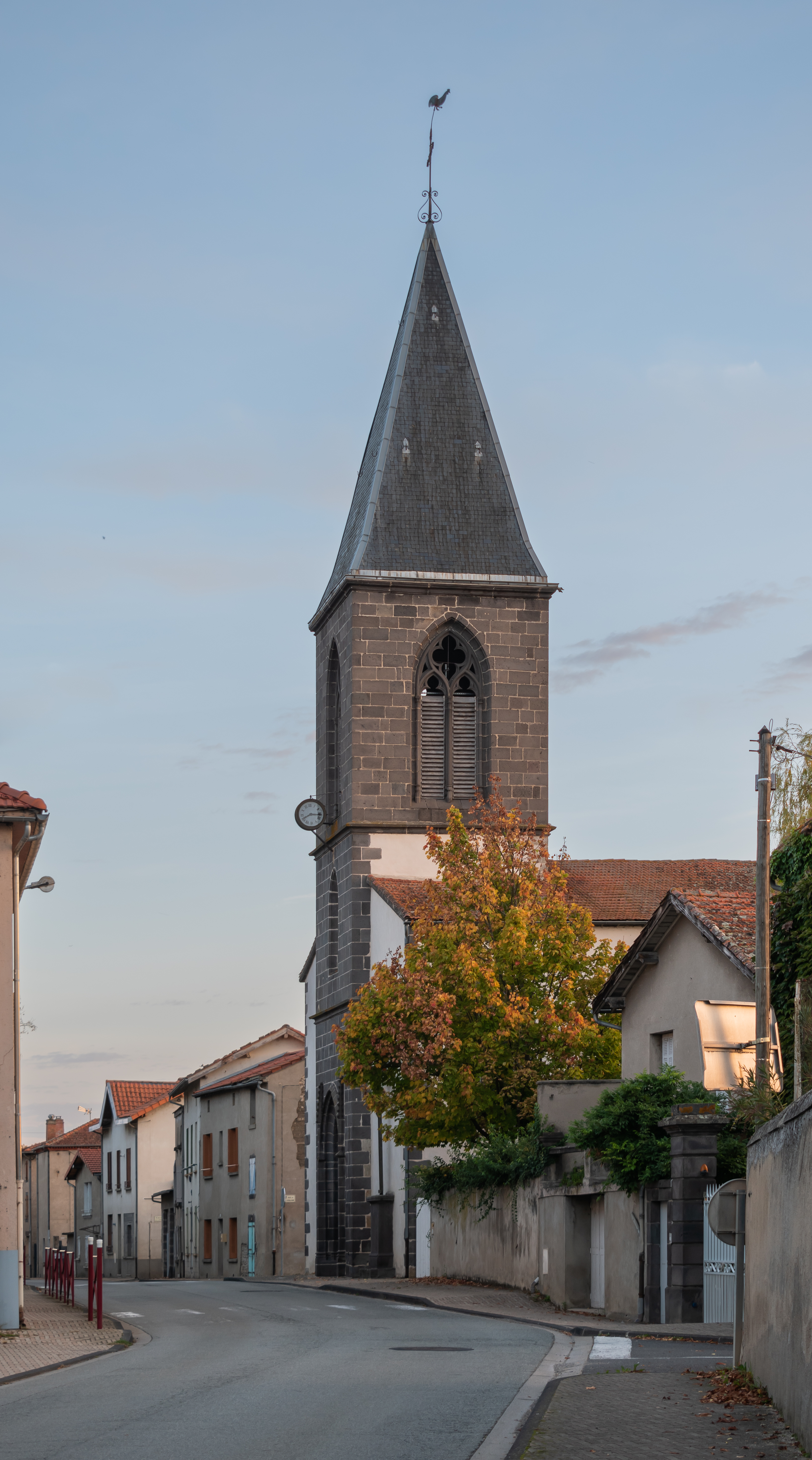
Kirche Saint-Pierre-ès-Liens

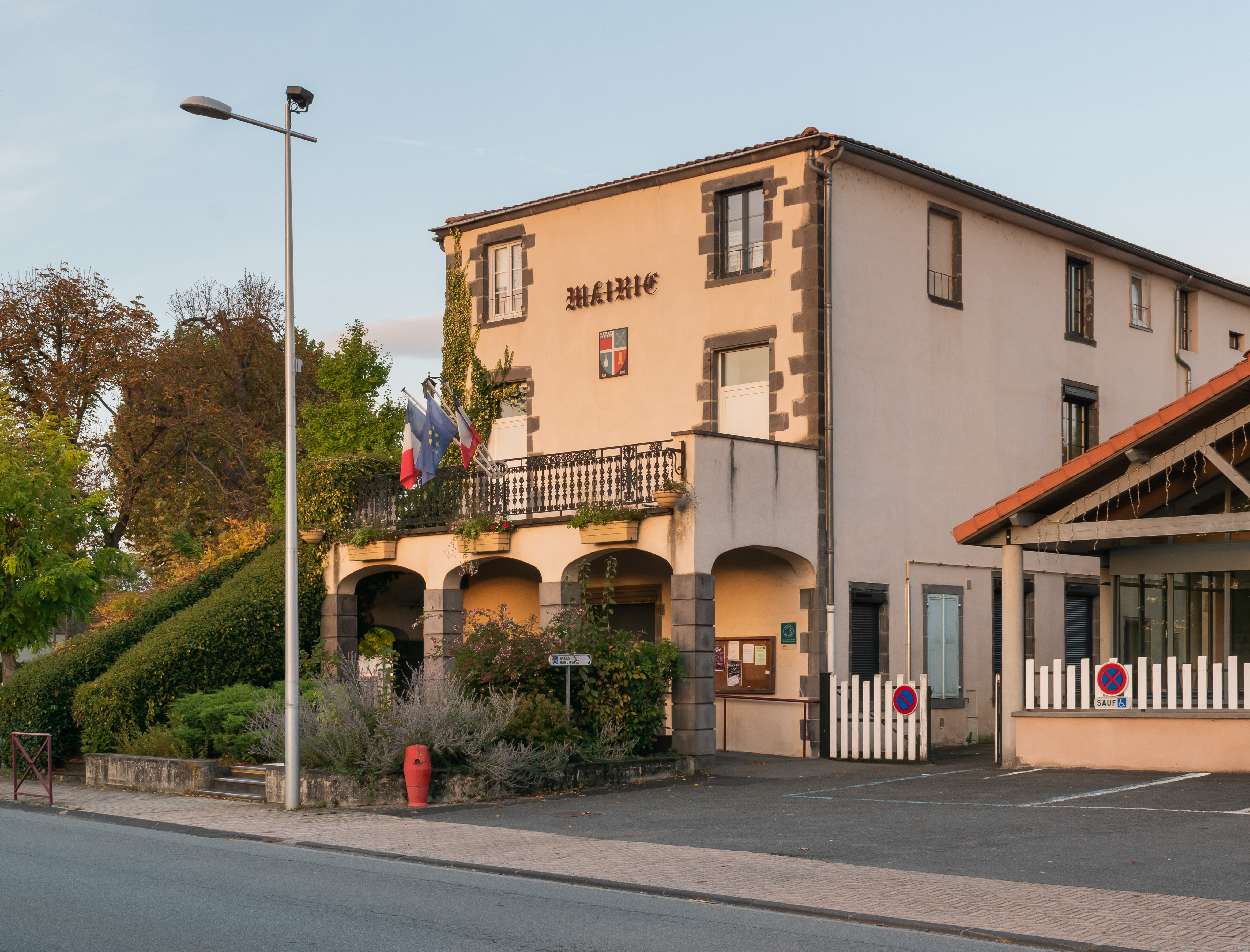
Mairie (Rathaus)

Joze liegt etwa 19 Kilometer nordöstlich von Clermont-Ferrand am Fluss Allier. Umgeben wird Joze von den Nachbargemeinden Saint-Laure im Norden, Maringues im Norden und Nordosten, Crevant-Laveine im Nordosten, Culhat im Osten, Beauregard-l’Évêque im Süden, Les Martres-d’Artière im Süden und Südwesten, Chavaroux im Südwesten sowie Entraigues im Westen.

## Bevölkerungsentwicklung
| Jahr                       | 1962 | 1968 | 1975 | 1982 | 1990 | 1999 | 2008 | 2018 |
| Einwohner                  | 907  | 893  | 904  | 902  | 872  | 924  | 1034 | 1112 |
| Quellen: Cassini und INSEE |      |      |      |      |      |      |      |      |

## Sehenswürdigkeiten
- Kirche Saint-Pierre-ès-Liens, 19./20. Jahrhundert
- Kirche Sainte-Madeleine in Tissonières, 11. Jahrhundert, Umbauten aus späteren Jahrhunderten
- Schloss Lourse aus dem 19. Jahrhundert

## Persönlichkeiten
- Henri de La Tour d’Auvergne, duc de Bouillon (1555–1623), Marschall von Frankreich